# 丹麥廣播公司最新消息頻道
丹麥廣播公司最新消息頻道（丹麥語：DR Update）是丹麥廣播公司一條已經不復存在的24小時電視新聞頻道，於2007年6月7日正式開播。這條頻道會製作幾節新聞提要節目供第一台聯合播放，並在2013年3月4日終止廣播，由極端頻道取而代之。